# 下村哲夫
下村 哲夫（しもむら てつお、1935年（昭和10年）10月1日 - 2004年（平成16年）8月1日）は、日本の教育学者。専門は教育法制学。筑波大学名誉教授。

## 生涯
高知県出身。1963年、東京教育大学大学院博士課程満期退学。1978年、「アメリカ合衆国における教員給与制度の研究 規程要因の分析」で東京教育大学より教育学博士の学位を取得。1964年、香川大学講師、のち助教授。1973年、東京教育大学助教授、のち筑波大学教授、名誉教授、早稲田大学教授に転じ、在職中の2004年8月1日に脳出血のため死去した。

## 著書
- 『教育法規便覧』学陽書房、1976
- 『事例中心教育法規の活かし方』明治図書出版、1976 双書・学校経営新論
- 『教師のための法律相談12か月 教育法規の実務解説』学陽書房、1977
- 『学校事故の法律常識』第一法規出版、1978 教師のためのベストライブラリー
- 『先きどり学校論 「壁のない学校」から「学校のない社会」まで』学陽書房、1978
- 『アメリカ合衆国における教員給与制度の研究 規定要因の分析』学陽書房、1980
- 『学校裁量による学校経営の改造』明治図書出版、1980 学校運営研究全書
- 『現代学校論ノート』協同出版、1981 教職課程新書
- 『高校教師のための教育法規「事例」研究』学陽書房、1981
- 『職員室の法律学 「知らなかった」ではすまされない』学習研究社、1981 学研教育選書 著者と対話する本
- 『生徒指導の法律学 「知らなかった」ではすまされない』学習研究社、1981 学研教育選書 著者と対話する本
- 『教職の法律学 採用から退職まで』学習研究社、1982 学研教育選書 著者と対話する本
- 『授業の法律学 教材の運用から体罰まで』学習研究社、1982 学研教育選書 著者と対話する本
- 『学校トラブル活用学 経営のコンセンサスをどう培うか』学習研究社、1983 学研教育選書
- 『教育法規の解釈と運用』ぎょうせい、1983 教育管理職講座
- 『教師が責任を問われるとき 賠償責任の分岐点』学習研究社、1983 学研教育選書
- 『校長・教頭の法律常識』第一法規出版、1983 教師のためのベストライブラリー
- 『下村哲夫の法規事例集 学校運営』学習研究社、1984
- 『設例・教育法規演習』教育開発研究所、1984
- 『学校と法律 子どもの目・親の目・教育の目』学陽書房、1985
- 『下村哲夫の法規事例集 教育指導』学習研究社、1985
- 『下村哲夫の法規事例集 教職員勤務』学習研究社、1985
- 『先生の条件 いま教師が問われていること』学陽書房、1988
- 『法律の目で学校をみる 教育法規のはなし』ぎょうせい、1988
- 『学校は変えられる』国土社、1989
- 『Q&A生徒指導の法律知識 ここが危ない学校の「常識」』文教書院、1989
- 『教育法規を読む これだけは知っておきたい』東洋館出版社、1990
- 『お答えしますQ&A学校教育法律相談』エムティ出版、1991
- 『事例考察「事件」の中の教師たち 教育と法律のはざまで』教育開発研究所、1991
- 『新・教育課程の法律学 教科書・指導要録・体罰』学習研究社、1992 学研教育選書
- 『新・教職の法律学 服務義務から週休2日制まで』学習研究社、1992 学研教育選書
- 『新・職員室の法律学 校長・教頭・主任の職務と権限』学習研究社、1992 学研教育選書
- 『学校法規の事例研究 こんなときどうする』学事出版、1993 学校管理職の教養・実務選書
- 『新・生徒指導の法律学 教師・生徒・親の権利関係』学習研究社、1993 学研教育選書
- 『定本・教育法規の解釈と運用』ぎょうせい、1995
- 『平成教育事情 教育と法律の間』小学館、1996
- 『学校の条件 いま学校が問われていること』学陽書房、1997
- 『教育のみらい学校のゆくえ』教育出版、1997
- 『現代教育の論点 教育と法律のはざまで』学陽書房、1997
- 『校長室の法律学』ぎょうせい、1997
- 『教育を問う学校を問う 意欲ある教師のために』学陽書房、1999
- 『学校と国旗・国歌』ぎょうせい、2000
- 『「教育ビッグバン」の時代を生きる』協同出版、2000 教職課程新書
- 『時評平成の教育 1989～2000』教育出版、2000
- 『学校事件 そのアカウンタビリティ』ぎょうせい、2001
- 『実感的戦後教育史』時事通信社、2002
- 『「教育の課題」を見直す いかに取り組み、いかに解決するか』学陽書房、2003

### 共編著
- 『学校経営の革新 教育の現代化と教職の専門性』吉本二郎、永岡順共著　高陵社書店、1970
- 『教職活動をめぐる問題事例 こんなときどうするか』学陽書房、1971
- 『教育の現代化をめぐる問題事例 こんなときはどうするか』金子孫市共編著　学陽書房、1972 教育問題解決シリーズ
- 『教育実践をめぐる問題事例 こんなときどうするか』学陽書房、1973
- 『校長教頭試験問題集』富田義雄,佐々木渡ほか共著　学陽書房、1973
- 『女教師のための法規・厚生相談』渡辺孝三共編 文教書院、1975
- 『学校運営トラブル処理事例解説集』牧昌見共編 第一法規出版、1976
- 『現代教職要覧』吉本二郎共編 文教書院、1976
- 『現代の学校経営 その計画と実践』吉本二郎、永岡順共著 高陵社書店、1977
- 『学校組織実務事典』原正、山下康雄共編 文教書院、1980
- 『新教育法規基本用語辞典』編 明治図書出版、1982
- 『非行・暴力・怠学等生徒問題対応の規準と方法』岩崎袈裟男、中薗崇共編 文教書院、1982
- 『幼稚園・保育園園児事故の防止と事後の対応』共編 文教書院、1983
- 『講座学校学 7　学校の経営戦略』児島邦宏共編 第一法規出版、1988
- 『実践学校経営診断 6　指導助言活動の診断』高野桂一共編著 ぎょうせい、1988
- 『教育委員会と学校の間 学校改善を支える地域教育経営』編著 ぎょうせい、1990 シリーズ・教育の間
- 『教育管理職セミナー 第1巻　学校運営』編著 第一法規出版、1990
- 『教育管理職セミナー 第2巻　教育法規』編著 第一法規出版、1990
- 『教育の制度と経営 社会の中の学校』編 文教書院、1991
- 『児童の権利条約 21世紀を新「子どもの世紀」に』編著 時事通信社、1991
- 『すぐに役立つ教職教養用語事典』編 一ツ橋書店、1991
- 『大審院教育関係判例総集成』大江健共編著 エムティ出版、1991
- 『校長教頭試験問題集』編著 学陽書房、1992
- 『すぐに役立つ教職教養用語事典』編 一ツ橋書店、1992
- 『講座・校長学 第4巻　校長の法律学』編著 ぎょうせい、1993
- 『学級経営実践講座』第1-2巻　ぎょうせい、1994
- 『教育の眼・法律の眼 話題で読む教育法規 part 2』菱村幸彦共編著 教育開発研究所、1994
- 『教育法規大辞典』菱村幸彦共編 エムティ出版、1994
- 『現代校長学』編著 東洋館出版社、1994
- 『シリーズ・現代の教育課題に挑む』（編）ぎょうせい、1996

第1巻『新しい学力観』
第2巻『少子時代の学校』
第3巻『学校五日制』
第4巻『学校改善新戦略』
第5巻『いじめ・不登校』
- 『学校の中の宗教 教育大国のタブーを解読する』編 時事通信社、1996
- 『現代中学校経営事典』牧昌見、大久保了平共編 ぎょうせい、1996
- 『行政裁判所「教育関係判例総集成」』全4巻 大江健共編著 エムティ出版、1997
- 『事典学校の危機管理 事例解説』編 教育出版、1997
- 『すぐに役立つ教職教養用語事典』編 一ツ橋書店、1997
- 『個性重視の教育システム』編 教育開発研究所、1998 教職研修総合特集 新・管理職重点課題シリーズ 第2巻
- 『学校教育改革の実現をめぐる問題事例』染田屋謙相共編著 学陽書房、2000
- 『身近な話題で学ぶやさしい教育法規』菱村幸彦共著 学事出版、2000
- 『新教育管理職「論文・択一・面接」試験問題集』平井文雄共著 学陽書房、2001
- 『学校の中の宗教 教育大国のタブーを解読する』編 時事通信社、2002

### 翻訳
- ベァ、ウッドワード『ティーム・ティーチング その理論と実際』吉本二郎共訳　東洋館出版社、1966
- カール・ベライター『教育のない学校 全米を席巻した衝撃の脱学校論』学陽書房、1975